# LESS (язык стилей)
LESS (Leaner Style Sheets, компактная таблица стилей) — это динамический язык стилей, который разработал Alexis Sellier. Он создан под влиянием языка стилей Sass, и, в свою очередь, оказал влияние на его новый синтаксис «SCSS», в котором также использован синтаксис, являющийся расширением СSS.
LESS — это продукт с открытым исходным кодом. Его первая версия была написана на Ruby, однако в последующих версиях было решено отказаться от использования этого языка программирования в пользу JavaScript. Less — это вложенный метаязык: валидный CSS будет валидной less-программой с аналогичной семантикой.
LESS обеспечивает следующие расширения CSS: переменные, вложенные блоки, миксины, операторы и функции.
LESS может работать на стороне клиента (Internet Explorer 6+, WebKit, Firefox) или на стороне сервера под управлением Node.js или Rhino.

## Переменные
Less позволяет использовать переменные. Имя переменной предваряется символом @. В качестве знака присваивания используется двоеточие (:).
При трансляции значение переменной подставляется в результирующий CSS документ.
```
@
color
:
 
#
4D926F
;

#
header
 
{

  
color
:
 
@
color
;

}

h2
 
{

  
color
:
 
@
color
;

}

```

Данный LESS-код будет скомпилирован в следующий CSS-файл:
```
#
header
 
{

  
color
:
 
#4D926F
;

}

h2
 
{

  
color
:
 
#4D926F
;

}

```

## Примеси
Примеси позволяют включать целый набор свойств из одного набора правил в другой путём включения имени класса в качестве одного из свойств другого класса. Такое поведение можно рассматривать как разновидность констант или переменных. Они также могут вести себя подобно функциям, принимая аргументы. В чистом CSS повторяющийся код должен быть повторён в нескольких местах — примеси делают код чище, понятнее и упрощают его изменение.
```
.
rounded-corners
 
(
@
radius
:
 
4px
)
 
{

  
-webkit-border-radius
:
 
@
radius
;

  
-moz-border-radius
:
 
@
radius
;

   
border-radius
:
 
@
radius
;

}

#
header
 
{

  
.rounded-corners
;

}

#
footer
 
{

  
.rounded-corners(10px)
;

}

```

Данный LESS-код будет скомпилирован в следующий CSS-файл:
```
#
header
 
{

  
-webkit-
border-radius
:
 
4
px
;

  
-moz-
border-radius
:
 
4
px
;

   
border-radius
:
 
4
px
;

}

#
footer
 
{

  
-webkit-
border-radius
:
 
10
px
;

  
-moz-
border-radius
:
 
10
px
;

   
border-radius
:
 
10
px
;

}

```

## Вложенные правила
LESS даёт возможность вкладывать определения вместо либо вместе с каскадированием. Пусть, например, у нас есть такой CSS:
CSS поддерживает логическое каскадирование, но один блок кода в другой вложен быть не может. Less позволяет вложить один селектор в другой. Это делает наследование более ясным и укорачивает таблицы стилей.
```
#
header
 
{

  
h1
 
{

    
font-size
:
 
26
px
;

    
font-weight
:
 
bold
;

  
}

  
p
 
{
 
font-size
:
 
12
px
;

    
a
 
{
 
text-decoration
:
 
none
;

      
&:hover
 
{
 
border-width
:
 
1
px
 
}

    
}

  
}

}

```

Данный LESS-код будет скомпилирован в следующий CSS-файл:
```
#
header
 
h1
 
{

  
font-size
:
 
26
px
;

  
font-weight
:
 
bold
;

}

#
header
 
p
 
{

  
font-size
:
 
12
px
;

}

#
header
 
p
 
a
 
{

  
text-decoration
:
 
none
;

}

#
header
 
p
 
a
:
hover
 
{

  
border-width
:
 
1
px
;

}

```

## Функции и операции
Less позволяет использовать операции и функции. Благодаря операциям можно складывать, вычитать, делить и умножать значения свойств и цветов, что можно использовать для создания сложных отношений между свойствами. Функции один-к-одному отображаются в JavaScript код, позволяя обрабатывать значения.
```
@
the-border
:
 
1px
;

@
base-color
:
 
#
111
;

@
red
:
        
#
842210
;

#
header
 
{

  
color
:
 
@
base-color
 
*
 
3
;

  
border-left
:
 
@
the-border
;

  
border-right
:
 
@
the-border
 
*
 
2
;

}

#
footer
 
{
 

  
color
:
 
@
base-color
 
+
 
#003300
;

  
border-color
:
 
desaturate
(
@
red
,
 
10
%
);

}

```

Данный LESS-код будет скомпилирован в следующий CSS-файл:
```
#
header
 
{

  
color
:
 
#333
;

  
border-left
:
 
1
px
;

  
border-right
:
 
2
px
;

}

#
footer
 
{
 

  
color
:
 
#114411
;

  
border-color
:
 
#7d2717
;

}

```

## Сравнение с другими препроцессорами CSS
И Sass, и LESS — это препроцессоры CSS, позволяющие писать ясный CSS с использованием программных конструкций вместо статических правил.
LESS вдохновлен Sass. Sass был спроектирован с целью как упростить, так и расширить CSS, в первых версиях фигурные скобки были исключены из синтаксиса (этот синтаксис называется sass). LESS разработан с целью быть как можно ближе к CSS, поэтому у них идентичный синтаксис. В результате существующие CSS можно использовать в качестве LESS-кода. Новые версии Sass также включают CSS-подобный синтаксис, который называется SCSS (Sassy CSS).
Подробное сравнение синтаксиса см. «Sass/Less Comparison».
ZUSS (ZK User-interface Style Sheet) это язык стилей, основанный на идеях LESS. Он имеет аналогичный синтаксис, за исключением того, что предназначен для использования на стороне сервера вместе с языком программирования Java. Он не использует интерпретатора JavaScript (Rhino), но позволяет напрямую вызывать Java-методы.

## Использование
LESS можно использовать на сайте различными способами. Один из вариантов — подключение к веб-странице JavaScript-файла less.js с его официального сайта lesscss.org для преобразования кода в CSS «на лету», средствами браузера.
Это делается, например, с помощью следующего html-кода:
```
<
link
 
rel
=
"stylesheet/less"
 
type
=
"text/css"
 
href
=
"styles.less"
>

<
script
 
src
=
"less.js"
 
type
=
"text/javascript"
></
script
>

```

Если вы используете серверный JavaScript Rhino или node.js, вы можете преобразовывать .less-файлы в .css на стороне сервера.
Наконец, существуют сторонние реализации языка: к примеру, SimpLESS open source компилятор для Windows, Linux и Mac OS X, .less{} — реализация для .NET framework или lessphp, позволяющий компилировать less-стили на стороне сервера для PHP-сайтов.